# Felix Frankfurter
Felix Frankfurter (Viena, 15 de noviembre de 1882-Washington D. C., 22 de febrero de 1965) fue un abogado, catedrático y jurista austriaco-estadounidense de origen judío que se desempeñó como juez asociado de la Corte Suprema de los Estados Unidos. Frankfurter sirvió en la Corte Suprema desde 1939 hasta 1962 y fue un destacado defensor de la moderación judicial en las sentencias de la Corte. 
Nacido en Viena, Imperio Austrohúngaro, emigró con su familia a Nueva York a la edad de 12 años. Después de graduarse de la Facultad de Derecho de Harvard, trabajó para el secretario de Guerra Henry L. Stimson. Durante la Primera Guerra Mundial, Frankfurter se sirvió en el Cuerpo Jurídico de las Fuerzas Armadas de Estados Unidos. Después de la guerra, ayudó a fundar la Unión Estadounidense de Libertades Civiles y regresó a su puesto de profesor en la Facultad de Derecho de Harvard. Se hizo amigo y asesor principal del presidente Franklin D. Roosevelt, quien lo designó para llenar la vacante de la Corte Suprema causada por la muerte de Benjamin Cardozo. 
Frankfurter sirvió en la Corte hasta su retiro en 1962, y fue sucedido por Arthur Goldberg. Durante su trayectoria en el sistema judicial estadounidense, escribió las opiniones mayoritarias de la Corte en casos como el Distrito Escolar de Minersville v. Gobitis, Gomillion v. Lightfoot y Beauharnais v. Illinois Escribió opiniones disidentes en casos notables como Baker v. Carr, Junta de Educación del Estado de West Virginia v. Barnette, Glasser v. Estados Unidos, y Trop v. Dulles

## Primeros años y educación
Frankfurter nació en una familia judía asquenazí el 15 de noviembre de 1882 en Viena, Austria, entonces parte de Austria-Hungría. Fue el tercero de seis hijos de Leopold Frankfurter, un comerciante, y Emma (Winter) Frankfurter. Su tío, Solomon Frankfurter, era bibliotecario jefe de la Biblioteca de la Universidad de Viena. Los antepasados de Frankfurter habían sido rabinos por generaciones. En 1894, cuando tenía doce años, su familia emigró a la ciudad de Nueva York, estableciéndose en el Lower East Side, un denso centro de inmigrantes. Frankfurter asistió a la P.S. 25, donde se destacó en sus estudios y disfrutó jugando al ajedrez y tirando dados en la calle. Pasó muchas horas leyendo en The Cooper Union for the Advancement of Science and Art y asistiendo a conferencias políticas, generalmente sobre temas como el sindicalismo, el socialismo y el comunismo.
Después de graduarse en 1902 del Colegio de la Ciudad de Nueva York, donde fue incluido en la logia Phi Beta Kappa, Frankfurter trabajó para el Departamento de la Casa de la Vivienda de la ciudad de Nueva York para recaudar fondos para la escuela de leyes. Se postuló con éxito a la Facultad de Derecho de Harvard, donde se destacó académica y socialmente. Se hizo amigo de por vida de Walter Lippmann y Horace Kallen, se convirtió en editor de Harvard Law Review y se graduó con uno de los mejores registros académicos desde Louis Brandeis.

## Carrera
La carrera legal de Frankfurter comenzó cuando se unió al bufete de abogados de Nueva York de Hornblower, Byrne, Miller & Potter en 1906. En el mismo año, fue contratado como asistente de Henry Stimson, el Fiscal Federal para el Distrito Sur de Nueva York. Durante este período, Frankfurter leyó el libro de Herbert Croly The Promise of American Life, y se convirtió en un defensor del Nuevo Nacionalismo y de Theodore Roosevelt. En 1911, el presidente William Howard Taft designó a Stimson como su Secretario de Guerra, y Stimson nombró a Frankfurter como oficial de derecho de la Oficina de Asuntos Insulares. Frankfurter trabajó directamente para Stimson como su asistente y confidente. Su posición en el gobierno restringió su capacidad de expresar públicamente sus puntos de vista progresistas, aunque expresó sus opiniones en privado a amigos como el juez Learned Hand. En 1912, Frankfurter apoyó la campaña de Bull Moose para devolver a Roosevelt a la presidencia, y se sintió profundamente decepcionado cuando Woodrow Wilson fue elegido. Se desilusionó cada vez más con los partidos establecidos y se describió a sí mismo como "políticamente sin hogar".

## Primera Guerra Mundial
El trabajo de Frankfurter en Washington había impresionado al profesorado de la Facultad de Derecho de Harvard, que utilizó una donación del financiero Jacob Schiff para crearle un puesto allí después de que Louis Brandeis sugiriera que Schiff hiciera esto. Enseñó principalmente derecho administrativo y ocasionalmente derecho penal. Con el compañero profesor James M. Landis, abogó por la moderación judicial al tratar las fechorías del gobierno, incluida una mayor libertad para las agencias administrativas de la supervisión judicial. También se desempeñó como abogado de la Liga Nacional de Consumidores, defendiendo causas progresivas como el salario mínimo y las horas de trabajo restringidas. Estuvo involucrado en los primeros años de la revista The New Republic después de su fundación por Herbert Croly.

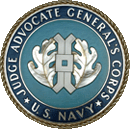
Logotipo del Abogado General del Juez de la Marina de los EE. UU.

Cuando Estados Unidos entró en la Primera Guerra Mundial en 1917, Frankfurter tomó una licencia especial de Harvard para servir como asistente especial del Secretario de Guerra Newton D. Baker. Fue nombrado Juez Abogado General, supervisando cortes marciales militares para el Departamento de Guerra. Fue comisionado como mayor en el Cuerpo de Reserva de Oficiales, pero no fue llamado al servicio activo. 
En septiembre de 1917, fue nombrado abogado de una comisión, el Comité de Mediación del Presidente, establecido por el presidente Wilson para resolver huelgas importantes que amenazan la producción de guerra. Entre las perturbaciones que investigó estaban el bombardeo del día de preparación de 1916 en San Francisco, donde argumentó firmemente que el líder radical Thomas Mooney había sido incriminado y requería un nuevo juicio. También examinó la industria del cobre en Arizona, donde los jefes de la industria resolvieron problemas de relaciones laborales al hacer que más de 1.000 huelguistas fueran deportados por la fuerza a Nuevo México. En general, el trabajo de Frankfurter le dio la oportunidad de aprender de primera mano sobre la política laboral y el extremismo, incluidos el anarquismo, el comunismo y el socialismo revolucionario. Llegó a simpatizar con los problemas laborales, argumentando que "las condiciones sociales insatisfactorias y remediables, si no son atendidas, dan lugar a movimientos radicales que trascienden el impulso original". Sus actividades llevaron al público a verlo como un abogado radical y un defensor de los principios radicales. El expresidente Theodore Roosevelt lo acusó de estar "comprometido a excusar a hombres precisamente como los bolcheviques en Rusia".

## Posguerra
Cuando la guerra llegó a su fin, Frankfurter fue uno de los casi cien intelectuales que firmaron una declaración de principios para la formación de la Liga de Asociaciones de Naciones Libres, con la intención de aumentar la participación de Estados Unidos en los asuntos internacionales.
Frankfurter fue alentado por el Juez de la Corte Suprema Louis Brandeis a involucrarse más en el Sionismo. Con Brandeis presionó al presidente Wilson para que apoyara la Declaración Balfour, una declaración del gobierno británico que apoya el establecimiento de una patria judía forzosa en Palestina. En 1918, participó en la conferencia de fundación del Congreso Judío Estadounidense en Filadelfia, creando una organización nacional democrática de líderes judíos de todo Estados Unidos. En 1919, Frankfurter sirvió como delegado sionista en la Conferencia de Paz de París.

### Matrimonio y familia
En 1919, Frankfurter se casó con Marion Denman una mujer judía, graduada del Smith College e hija de un ministro congregacional. Se casaron después de un largo y difícil cortejo, y en contra de los deseos de su madre, que estaba preocupada por la posibilidad de que su hijo se casara fuera de la fe judía. Frankfurter era un judío no practicante y consideraba la religión como "un accidente de nacimiento". Frankfurter era un marido dominante y Denman padecía una salud frágil. Ella sufrió frecuentes crisis mentales. La pareja no tuvo hijos. 

### Fundación ACLU
Las actividades de Frankfurter continuaron atrayendo la atención por su presunto radicalismo (y "cambio de bando"). En noviembre de 1919, presidió una reunión en apoyo del reconocimiento estadounidense de la recién creada Unión Soviética. En 1920, Frankfurter ayudó a fundar la Unión Estadounidense por las Libertades Civiles (ACLU). Tras el arresto de presuntos radicales comunistas en 1919 y 1920 durante las redadas de Palmer, Frankfurter, junto con otros abogados prominentes, incluido Zechariah Chafee, firmó un informe de la ACLU que condenaba los "actos completamente ilegales cometidos por los acusados del más alto deber de hacer cumplir las leyes "y señalaron que habían cometido trampas, brutalidad policial, detención prolongada en régimen de incomunicación y violaciones del debido proceso en los tribunales. Frankfurter y Chafee también presentaron escritos a una solicitud de habeas corpus ante el Tribunal del Distrito Federal de Massachusetts. El juez George Anderson ordenó la descarga de veinte extraterrestres, y su denuncia de las redadas efectivamente los puso fin. Fue durante este tiempo que J. Edgar Hoover siguió a Frankfurter, refiriéndose a él como "el hombre más peligroso de los Estados Unidos" y describiéndolo en un informe como un "difusor de propaganda bolchevique"
En 1921, Frankfurter recibió una cátedra en la Facultad de Derecho de Harvard, donde continuó su trabajo progresivo en nombre de las minorías socialistas, oprimidas y religiosas. Cuando A. Lawrence Lowell, presidente de la Universidad de Harvard, propuso limitar la inscripción de estudiantes judíos, Frankfurter trabajó con otros para vencer el plan.
A fines de la década de 1920, atrajo la atención pública cuando apoyó los llamados a un nuevo juicio para Sacco y Vanzetti, dos anarquistas inmigrantes italianos que habían sido condenados a muerte por robo y asesinato. Frankfurter escribió un artículo influyente para The Atlantic Monthly y, posteriormente, un libro, El caso de Sacco y Vanzetti: un análisis crítico para abogados y laicos. Criticó el caso de la fiscalía y el manejo del juicio por parte del juez; Afirmó que las condenas fueron el resultado del prejuicio antiinmigrante y la histeria anti-radical duradera del susto rojo de 1919-1920. Sus actividades lo aislaron aún más de sus colegas de Harvard y de la sociedad de Boston.

## Asesor del presidente Roosevelt

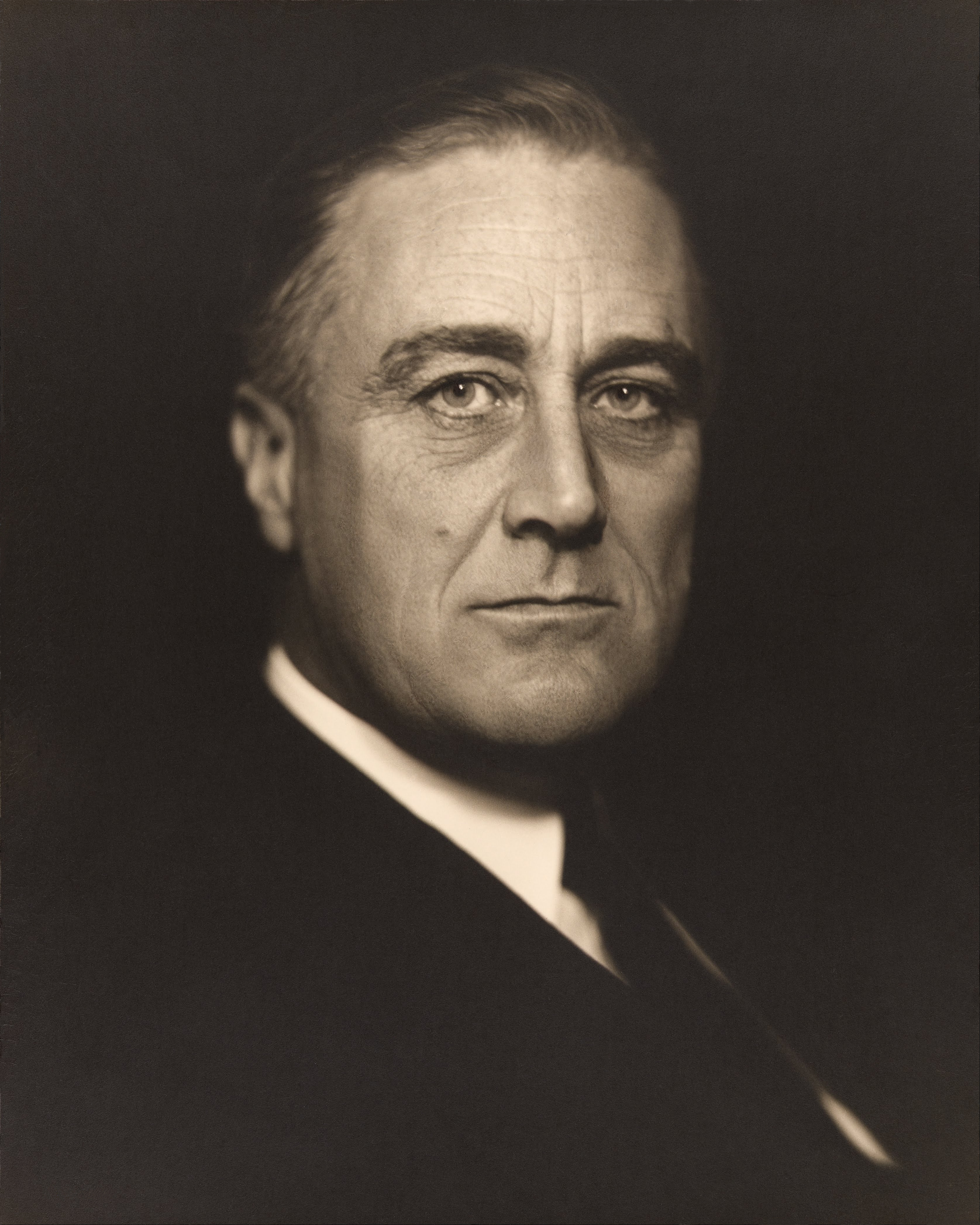
Franklin Roosevelt a principios de la década de 1930.

Tras la inauguración de Franklin D. Roosevelt en 1933, Frankfurter se convirtió rápidamente en un asesor confiable y leal del nuevo presidente. Frankfurter se consideraba liberal y abogaba por una legislación progresista. Argumentó en contra de los planes económicos de Raymond Moley, Adolf Berle y Rexford Tugwell, al tiempo que reconoció la necesidad de cambios importantes para abordar las desigualdades en la distribución de la riqueza que habían llevado a la naturaleza devastadora de la Gran Depresión.
Frankfurter recomendó con éxito a muchos abogados jóvenes brillantes hacia el servicio público con la administración del New Deal; se hicieron conocidos como "Felix's Happy Hot Dogs". Entre los más notables estaban Thomas Corcoran, Donald Hiss y Alger Hiss y Benjamin Cohen. Se mudó a Washington D. C., viajando de regreso a Harvard para clases, pero sintió que nunca fue completamente aceptado dentro de los círculos gubernamentales. Trabajó en estrecha colaboración con Louis Brandeis, presionando para actividades políticas sugeridas por Brandeis. Declinó un puesto en la Corte Suprema Judicial de Massachusetts y, en 1933, el cargo de procurador general de los Estados Unidos. Durante mucho tiempo anglófilo, Frankfurter estudió en la Universidad de Oxford en 1920. En 1933-34 volvió a actuar como profesor visitante de Eastman en la facultad de Derecho.
Un artículo de periódico de 1935 describe a los hot dogs felices como:
- Dean Acheson, subsecretario del Tesoro
- Thomas Gardiner Corcoran, miembro del personal legal de la Administración de Obras Públicas
- James M. Landis, jefe de la Comisión de Bolsa y Valores
- Alger Hiss, "mano derecha" del procurador general Stanley Forman Reed, Departamento de Justicia de los EE. UU.
- Paul Freund, también miembro del personal legal del Departamento de Justicia de los EE. UU.

Otros "hombres de Frankfurt" en el New Deal incluyeron:
- Benjamin V. Cohen miembro del personal legal de la Administración de Obras Públicas
- Jerome Frank, abogado de Reconstruction Finance Corporation, exabogado general de la Administración de Ajuste Agrícola
- Charles Wyzanski, abogado del Departamento de Trabajo de los EE. U.U.
- Thomas Elliott, asesor general de la nueva organización de seguridad social (Administración de la Seguridad Social)
- Gardner Jackson, exabogado asistente de consumidores de la Administración de Ajuste Agrícola

Incluso después de su nombramiento en la Corte Suprema, Frankfurter permaneció cerca del Roosevelt. En julio de 1943, en nombre del Presidente, Frankfurter entrevistó a Jan Karski, un miembro de la resistencia polaca que había sido introducido de contrabando en el gueto de Varsovia y un campo cerca del campo de exterminio de Belzec en 1942, para informar sobre lo que ahora es conocido como el Holocausto. Frankfurter saludó el informe de Karski con escepticismo y luego explicó: "No dije que estaba mintiendo, dije que no podía creerle". Hay una diferencia".

## Corte Suprema de Justicia

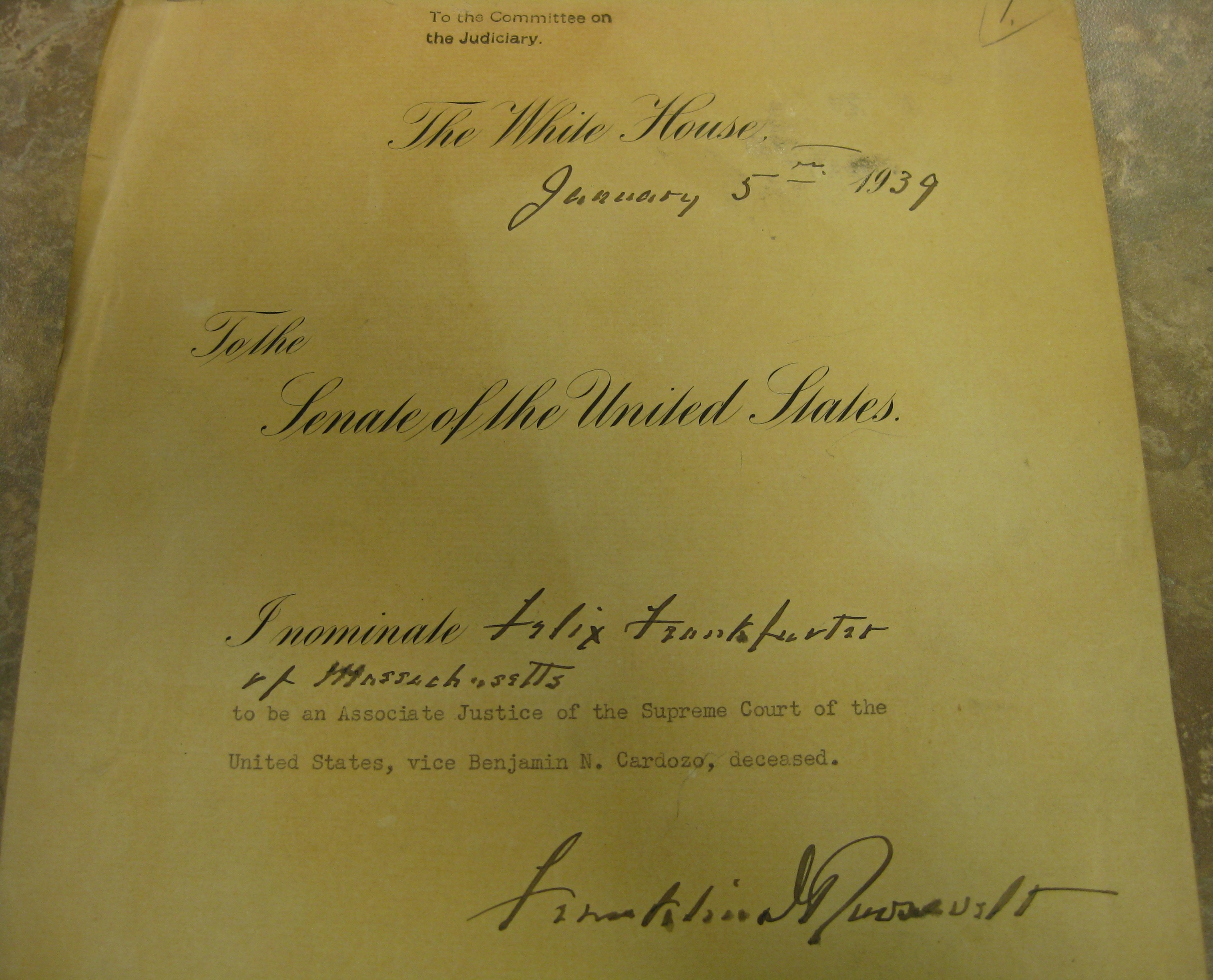
Nominación de la Corte Suprema de Frankfurt.

Tras la muerte del juez de la Corte Suprema Benjamin N. Cardozo en julio de 1938, el presidente Franklin D. Roosevelt le pidió a su viejo amigo Frankfurter recomendaciones de posibles candidatos para la vacante. Al no encontrar ninguno en la lista que se ajustara a sus criterios, Roosevelt nominó a Frankfurter. La audiencia de confirmación del Senado sobre la nominación de Frankfurter fue notable por la oposición que surgió. Además de la objeción de que se lo consideraba el asesor no oficial del Presidente, que estaba afiliado a grupos de intereses especiales, que ahora no había jueces del oeste del Misisipi, grupos opuestos e individuos que se presentaban ante el Comité Judicial del Senado señaló a Frankfurter como nacido en el extranjero y considerado afiliado a un movimiento anticristiano visto como parte de una infiltración comunista más amplia en el país. La controversia cambió permanentemente el proceso que se había seguido durante 150 años, siendo la primera vez que un candidato a la Corte Suprema se presentaba en persona ante el Comité Judicial.
Frankfurter sirvió del 30 de enero de 1939 al 28 de agosto de 1962. Escribió 247 opiniones para la Corte, 132 opiniones concurrentes y 251 disidentes. Se convirtió en el defensor más abierto de la  moderación judicial de la corte, la opinión de que las cortes no deben interpretar la constitución de tal manera que imponga límites agudos a la autoridad de los poderes legislativo y ejecutivo. También se negó a aplicar la Constitución federal a los estados. En el caso de Irvin v. Dowd, Frankfurter declaró lo que para él era un tema frecuente: "El poder judicial federal no tiene poder para juzgar una decisión de un tribunal estatal... Algo que, por lo tanto, va a la estructura misma de nuestro sistema federal en su distribución de poder entre los Estados Unidos y el estado, no es un mero trámite burocrático, suponiendo que este Tribunal tenga discreción general para ver que se haga justicia...".
En su filosofía de moderación judicial, Frankfurter fue fuertemente influenciado por su amigo cercano y mentor Oliver Wendell Holmes Jr., quien había tomado una posición firme durante su mandato en el banquillo contra la doctrina del "debido proceso económico". Frankfurter veneraba al juez Holmes, a menudo citando a Holmes en sus opiniones. En la práctica, esto significaba que Frankfurter generalmente estaba dispuesto a defender las acciones de esas ramas contra los desafíos constitucionales siempre que no "conmocionaran la conciencia". Frankfurter fue particularmente conocido como estudioso del procedimiento civil. 
La adhesión de Frankfurter a la filosofía de restricción judicial se mostró en la opinión de 1940 que escribió para el tribunal en el Distrito Escolar de Minersville v. Gobitis, un caso que involucra a estudiantes de los testigos de Jehová que habían sido expulsados de la escuela debido a su negativa a saludar a la bandera y a recitar la Promesa de lealtad. Rechazó las afirmaciones de que los derechos de la Primera Enmienda deberían estar protegidos por la ley e instó a la deferencia a las decisiones de los funcionarios electos de la junta escolar. Afirmó que la creencia religiosa "no exime al ciudadano del cumplimiento de las responsabilidades políticas" y que eximir a los niños de la ceremonia de saludo a la bandera "podría poner en duda las mentes de otros niños" y reducir su lealtad a la nación. El juez Harlan Fiske Stone emitió una única disidencia. La decisión del tribunal fue seguida por cientos de ataques violentos contra los testigos de Jehová en todo el país. Fue revocado en marzo de 1943 por la decisión de la Corte Suprema sobre la Junta de Educación de West Virginia v. Barnette. Un aliado frecuente, el juez de la Corte Suprema Robert H. Jackson, escribió la opinión mayoritaria en este caso, que revocó la decisión solo tres años antes en términos poéticos y apasionados como un principio constitucional fundamental, de que ninguna autoridad gubernamental tiene el derecho de definir el dogma oficial y requieren su afirmación por parte de los ciudadanos. La gran disidencia de Frankfurter comenzó planteando y luego rechazando la noción de que como judío debía "proteger particularmente a las minorías", aunque sí dijo que sus simpatías políticas personales estaban con la opinión de la mayoría. Reiteró su opinión de que el papel de la Corte no era dar una opinión sobre la "sabiduría o maldad de una ley", sino solo determinar "si los legisladores podrían en realidad haber promulgado tal ley".
En el caso de prorrateo de Baker v. Carr, la posición de Frankfurter era que los tribunales federales no tenían derecho a decirle a los gobiernos estatales soberanos cómo distribuir sus legislaturas; él pensó que la Corte Suprema no debería involucrarse en cuestiones políticas, ya sean federales o locales. La opinión de Frankfurter había ganado en el caso de 1946 que precedió a Baker, Colegrove v. Green - allí, una mayoría de 4-3 decidió que el caso no era justiciable, y los tribunales federales no tenían derecho a involucrarse en la política estatal, sin importar cuán desiguales se hubieran convertido las poblaciones del distrito. Pero, en el caso de Baker, la mayoría de los jueces dictaminaron resolver el asunto - diciendo que el sorteo de los distritos legislativos estatales estaba dentro del alcance de los jueces federales, a pesar de las advertencias de Frankfurter de que el Tribunal debería evitar entrar en "la espesura política".
Frankfurter había articulado previamente una opinión similar en una opinión concurrente escrita para el 1951 fallo de la Corte Suprema Dennis v. United States La decisión afirmó, por un margen de 6 a 2, la condena de once líderes comunistas por conspirar para derrocar al gobierno de los Estados Unidos bajo la Ley Smith. En él, nuevamente argumentó que los jueces "no son legisladores, que la formulación directa de políticas no es nuestra provincia". Reconoció que restringir la libertad de expresión de aquellos que abogan por el derrocamiento del gobierno por la fuerza, también se arriesgó a ser sofocado por quienes no lo hicieron, y escribió que "[es] un hecho aleccionador que al sostener las condenas que tenemos ante nosotros difícilmente podemos escapar de la restricción sobre el intercambio de ideas". 
Un caso fundamental de desagregación escolar se presentó ante el tribunal en Brown v. Junta de Educación. Se argumentó, y se estableció para la reorganización cuando el presidente de la Corte Suprema, Fred M. Vinson, cuyo voto fue crucial y que aparentemente estaba dispuesto a anular la revocación de Plessy v. Ferguson, muerto. Según los informes, Frankfurter comentó que la muerte de Vinson fue la primera evidencia sólida que vio para probar la existencia de Dios, aunque algunos creen que la historia es "posiblemente apócrifa". 
Frankfurter exigió que la opinión en Brown II (1955) ordene a las escuelas desagregarse con "toda velocidad deliberada". Algunos consejos escolares usaron esta frase como una excusa para desafiar las demandas de la primera decisión de Brown. Durante quince años, las escuelas en muchos estados del sur permanecieron segregadas; en algunos casos, los sistemas cerraron sus escuelas y los padres blancos abrieron nuevas escuelas privadas para sus hijos. En Alexander v. La Junta de Educación del Condado de Holmes, el Tribunal escribió: "La obligación de cada distrito escolar es terminar los sistemas escolares duales a la vez y operar ahora y en el futuro solo escuelas unitarias". La fórmula de "toda velocidad deliberada" de Frankfurter tenía la intención de restringir al poder judicial federal hacia un enfoque gradualista hacia la integración escolar, pero su fórmula fracasó. Al divorciarse de la lesión del demandante del remedio ofrecido, Brown II dio a luz a un litigio de derecho público moderno, que hoy otorga a los tribunales federales un amplio poder para reformar las instituciones estatales.
Frankfurter no intervino en el área de los negocios. En el caso del gobierno de 1956 contra DuPont, que comenzó porque DuPont parecía haber llegado a una relación preferencial con GM, Frankfurter se negó a encontrar una conspiración y dijo que el Tribunal no tenía derecho a interferir con el progreso de los negocios. Aquí nuevamente, Frankfurter se opuso, y perdió, a las opiniones de la mayoría de la corte compuesta por los jueces Warren, Black, Douglas y Brennan. Más adelante en su carrera, la filosofía de moderación judicial de Frankfurter con frecuencia lo puso del lado disidente de las decisiones innovadoras tomadas por la Corte Warren para poner fin a la discriminación. 
Frankfurter creía que la autoridad de la Corte Suprema se reduciría si iba demasiado en contra de la opinión pública: a veces hacía todo lo posible para evitar decisiones impopulares, incluida la lucha para retrasar las decisiones judiciales contra las leyes que prohíben los matrimonios interraciales.
Para el período de la corte de octubre de 1948, Frankfurter contrató a William Thaddeus Coleman, el primer afroamericano (y esclavo) en servir como secretario de la Corte Suprema.
En 1960, a pesar de una recomendación del decano de la Facultad de Derecho de Harvard, Frankfurter rechazó a Ruth Bader Ginsburg para un puesto de secretaria debido a su género. Más tarde, Ginsburg se convirtió en Juez Asociado de la Corte Suprema, restableciendo así el llamado "asiento judío" en la Corte una vez ocupada por Frankfurter.

## Relaciones personales en la Corte
A lo largo de su carrera en la corte, Frankfurter tuvo una gran influencia en muchos jueces, como Clark, Burton, Whittaker y Minton. En general, intentó influir en cualquier nueva justicia que entrara, aunque logró repeler al juez Brennan - quien votó con Frankfurter la mitad del tiempo en su primer año, pero luego se opuso a él después de los intentos de inculcación de Frankfurter. Frankfurter se volvió completamente contra Brennan después del caso de Irvin v. Dowd. Otros jueces que recibieron el trato de adulación e instrucción de Frankfurter fueron Burton, Vinson y Harlan. Con Vinson, quien fue nombrado presidente del Tribunal Supremo, Frankfurter fingió deferencia, aunque buscó influencia. Algunos posibles informes apócrifos tienen a Frankfurter comentando que la muerte de Vinson en 1953 fue la primera evidencia sólida que vio para probar la existencia de Dios.
El juez Frankfurter fue en su tiempo el líder de la facción conservadora de la Corte Suprema; durante muchos años pelearía con liberales como los jueces Black y Douglas. A menudo se quejaba de que "comenzaron con un resultado" y de que su trabajo era "de mala calidad", "orientado a los resultados" y "demagógico". Del mismo modo, Frankfurter calificó el trabajo del Presidente del Tribunal Supremo Earl Warren como "sin sentido deshonesto".
Frankfurter vio jueces con ideas diferentes a las suyas como parte de un "Eje" más liberal - estos oponentes eran principalmente los jueces Black y Douglas, pero también incluirían a Murphy y Rutledge; el grupo se opondría durante años a la ideología judicialmente restringida de Frankfurter. Douglas, Murphy y luego Rutledge fueron los primeros jueces en estar de acuerdo con la noción de Hugo Black de que la Decimocuarta Enmienda incorporaba la protección de la Declaración de Derechos; Este punto de vista más tarde se convertiría principalmente en ley, durante el período de la Corte Warren. Por su parte, Frankfurter afirmaría que la teoría de la incorporación de Black usurparía el control estatal sobre la justicia penal al limitar el desarrollo por parte de los estados de nuevas interpretaciones del debido proceso penal.
El estilo argumentativo de Frankfurter no era popular entre sus colegas de la Corte Suprema. "Todo lo que hace Frankfurter es hablar, hablar, hablar", se quejó el presidente del tribunal, Earl Warren. "Te vuelve loco". Hugo Black informó que "pensé que Félix me iba a pegar hoy, se enojó mucho". En las sesiones de conferencia quincenales de la Corte, tradicionalmente un período para el recuento de votos, Frankfurter tenía la costumbre de dar conferencias a sus colegas durante cuarenta y cinco minutos a la vez o más con su libro descansando en un podio. Los opositores ideológicos de Frankfurter saldrían de la sala o leerían su correo mientras daba una conferencia.
Frankfurter era amigo cercano del juez Robert H. Jackson. Los dos intercambiaron mucha correspondencia sobre su aversión mutua por el juez William O. Douglas. Frankfurter también tuvo una fuerte influencia sobre las opiniones de Jackson.
Frankfurter fue elogiado universalmente por su trabajo antes de llegar a la Corte Suprema, y se esperaba que influyera durante décadas después de la muerte de FDR. Sin embargo, la influencia de Frankfurter sobre otros jueces se vio limitada por su incapacidad para adaptarse a los nuevos entornos, su estilo de relaciones personales (que dependía en gran medida del uso de la adulación y la felicitación, que finalmente resultaron divisivos) y su estricta adhesión a la ideología de la restricción judicial. Michael E. Parrish, profesor de la UCSD, dijo sobre Frankfurter: "La historia no ha sido amable con [él]... ahora hay un consenso casi universal de que Frankfurter la justicia fue un fracaso, un juez que... quedó 'desacoplado de la locomotora de la historia' durante la Segunda Guerra Mundial, y que a partir de entonces dejó poco en el camino de un legado jurisprudencial duradero".

## Retiro y muerte
Frankfurter se retiró en 1962 después de sufrir un derrame cerebral y fue sucedido por Arthur Goldberg. Fue galardonado con la Medalla Presidencial de la Libertad en 1963. 
Felix Frankfurter murió de insuficiencia cardíaca congestiva en 1965 a la edad de 82 años. Sus restos están enterrados en el cementerio Mount Auburn en Cambridge, Massachusetts.

## Legado
Hay dos colecciones extensas de documentos de Frankfurter: una en la División de Manuscritos de la Biblioteca del Congreso y la otra en la Universidad de Harvard. Ambos están completamente abiertos a la investigación y se han distribuido a otras bibliotecas en microfilm. Sin embargo, en 1972 se descubrió que más de mil páginas de sus archivos, incluida su correspondencia con Lyndon B. Johnson y otros, habían sido robados de la Biblioteca del Congreso; el crimen sigue sin resolverse y se desconoce el autor y el motivo.
En su honor se nombra un capítulo de la organización internacional fraternal dirigida por jóvenes para adolescentes judíos Aleph Zadik Aleph en Scottsdale, AZ.

## Obras
Frankfurter publicó varios libros, incluidos Casos bajo la Ley de comercio interestatal; El negocio de la Corte Suprema (1927); Juez Holmes y la Corte Suprema (1938); El caso de Sacco y Vanzetti (1927) y Felix Frankfurter Reminiscencias (1960). 
- Frankfurter, Felix y James M. Landis. 1925 "La cláusula compacta de la Constitución: un estudio sobre ajustes interestatales". Yale Law Journal 34, N.° 7: 685-758.[67]